# Tisnonegaran
Tisnonegaran is een bestuurslaag in het regentschap Probolinggo van de provincie Oost-Java, Indonesië. Tisnonegaran telt 5902 inwoners (volkstelling 2010).